# Erik Strömblad
Erik Valdemar Strömblad, född 28 januari 1892 i Värnamo församling, Jönköpings län, död 30 mars 1958 I Hedvig Eleonora församling, Stockholm, var en svensk fagottist. 

## Biografi
Strömblad, som var son till en skräddarmästare, studerade vid Musikkonservatoriet i Stockholm 1908–1914, var förste fagottist i Stockholms Konsertförening 1914–1919 och i Kungliga Hovkapellet från 1928. Han var lärare vid Musikhögskolan i Stockholm från 1928. Han var solist i Konsertföreningen och landsorten, även i radio, samt kammarmusiker, bland annat i Kjellströmkvartetten. Han invaldes som associé av Kungliga Musikaliska Akademien 1938 och tilldelades professors namn 1956. Strömblad är begravd på Norra begravningsplatsen utanför Stockholm.